# Vomp
Vomp – gmina targowa w Austrii, w kraju związkowym Tyrol, w powiecie Schwaz. Liczy 4834 mieszkańców (1 stycznia 2015).

## Współpraca
Miejscowości partnerskie:
- Bad Endorf, Niemcy
- Nazelles-Négron, Francja